# مانینگ (اورگن)
مانینگ (به انگلیسی: Manning) یک منطقهٔ مسکونی در ایالات متحده آمریکا است که در شهرستان واشینگتن، اورگن واقع شده‌است.